# Perubala cochabamba
Perubala cochabamba är en insektsart som beskrevs av Rauno E. Linnavuori och Delong 1976. Perubala cochabamba ingår i släktet Perubala och familjen dvärgstritar. Inga underarter finns listade i Catalogue of Life.